# 欧洲货币 (杂志)
欧洲货币（英語：Euromoney），英国的经济商务类杂志，创刊于1969年，杂志社总部位于英国伦敦，隶属于欧洲货币机构投资者集团。

## 历史
1969年，帕特里克·萨金特男爵创办了《欧洲货币》杂志。
该杂志隶属于欧洲货币机构投资者集团。杂志社总部位于英国伦敦